# 伊勢市消防本部
伊勢市消防本部（いせししょうぼうほんぶ）は、三重県伊勢市の消防部局（消防本部）。管轄区域は伊勢市、度会郡玉城町および度会町全域。玉城町および度会町は伊勢市に常備消防事務を委託している。

## 概要
- 消防本部：伊勢市楠部町159番地11 倉田山公園内[1]
- 管内面積：384.24km2[2]
- 職員定数：200人（実員199人）[2]
- 消防団定数：559人（実員537人、うち女性12）[2]
- 消防署1ヶ所、分署3ヶ所、出張所3ヶ所[2]
- 消防予算：2,481,303千円（2016年度当初予算）[2]

### 主力機械
（2023年度現在）
- 水槽付消防ポンプ自動車：9
- はしご付消防自動車：1
- 化学消防自動車：1
- 救急自動車：9
- 救助工作車：1
- 指揮車：1
- 資材運搬車：2
- 人員輸送車：1
- 広報車：3
- 連絡車：2
- 調査車：2
- 後方支援車：1
- 防災啓発車：1
- ミニ可搬：4
- 救命艇：2

## 沿革

### 開設前史

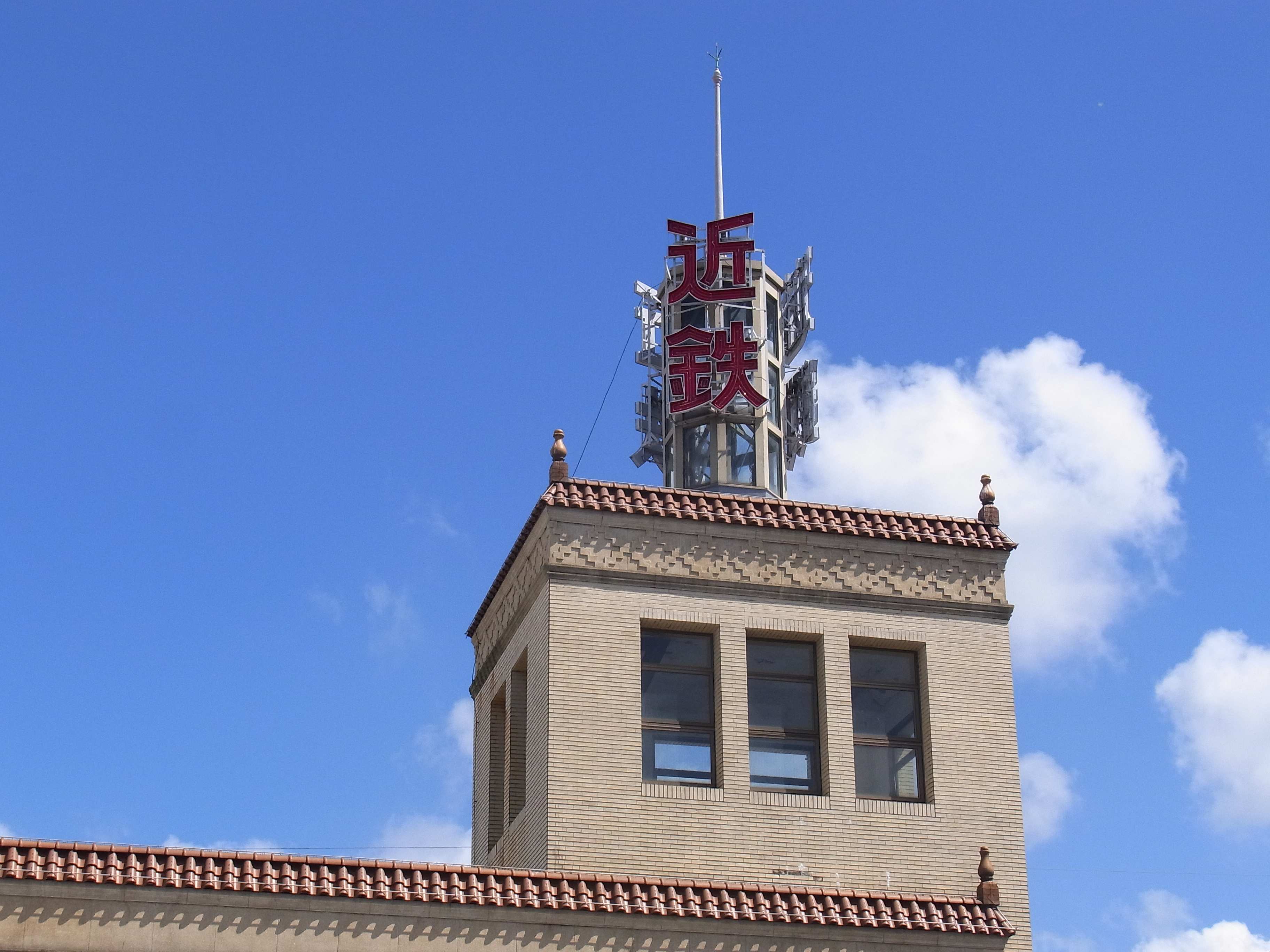
宇治山田駅の塔屋
通信手段が未発達だった頃、市街を見渡せる宇治山田駅の塔屋は火事の発生を発見するのに適しており、火の見櫓として利用された。当番員は1時間交代で警戒に当たっていた。

1936年（昭和11年）10月1日、宇治山田市消防組常備部が開設され、宇治山田駅舎に事務所を設置した。消防組は1939年（昭和14年）4月1日に解散し、代わりに宇治山田市警防団が発足、同警防団の本部消防部が引き続き、宇治山田駅舎に事務所を設置した。警棒団は1947年（昭和22年）9月13日に解散した。

### 開設後

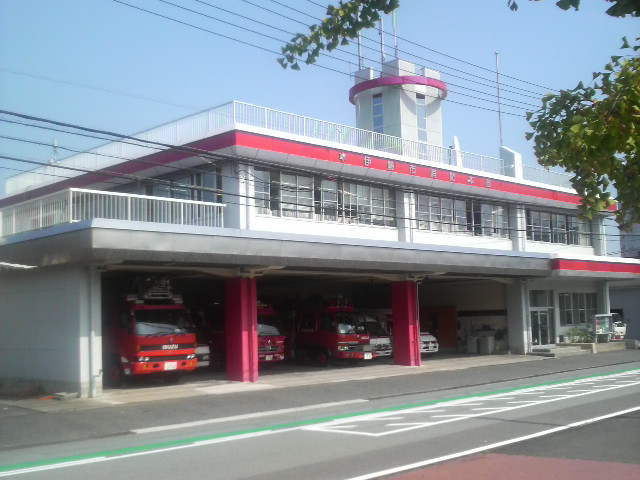
神田久志本町時代の庁舎（2008年9月25日撮影）

1949年（昭和24年）4月1日、宇治山田駅舎に宇治山田市消防本部が開設された。また1951年（昭和26年）7月20日には西出張所を開設した。1955年（昭和30年）1月1日、伊勢市消防本部に改称、1964年（昭和39年）2月24日に北出張所を開設した。1968年（昭和43年）4月6日、西出張所が伊勢市宮町から同市中島町に新築移転する。
1968年（昭和43年）4月30日、近鉄鳥羽線建設により宇治山田駅舎からの立ち退きを余儀なくされ、消防本部は伊勢市駅前の旧観光物産館に移転した。更に1971年（昭和46年）6月1日、神田久志本町に本部を新築移転し、課制実施により、総務課、消防課の2課を設けた。
1975年（昭和50年）4月1日には伊勢市近隣の4町1村（度会郡二見町、小俣町、玉城町、度会町、御薗村）から消防事務を受託、広域消防体制となった。それを受け、同年9月12日に玉城出張所、11月25日に度会出張所、1976年（昭和51年）3月1日に小俣出張所、3月22日に二見出張所を開設した。1977年（昭和52年）4月1日には予防課を新設、3課制とした。玉城出張所は1981年（昭和56年）8月10日に玉城町佐田へ新築移転している。
1982年（昭和57年）12月1日、分署制を導入し、小俣出張所が小俣分署に昇格、同年12月23日に小俣町下小俣（現・伊勢市小俣町元町）に新築移転した。また1993年（平成5年）4月1日に西出張所を西分署に昇格させ、翌日に伊勢市常磐に新築移転した。1999年（平成11年）3月15日には消防本部庁舎の耐震工事が完了、この工事で高さ約30mの望楼が撤去された。
2005年（平成17年）11月1日、伊勢市、度会郡二見町、小俣町及び御薗村の新設合併による新・伊勢市が発足したことに伴い、新たな伊勢市消防本部を設置した。2008年（平成20年）3月27日には二見出張所を二見町茶屋55-1から二見町茶屋417-1に新築移転した。2009年（平成21年）4月1日に北出張所を閉鎖、代わりに御薗分署を開設した。2010年（平成22年）4月1日には通信指令課を増設し、4課制となり、2011年（平成23年）3月8日には度会出張所を度会町棚橋357-3から棚橋1199に新築移転した。
2016年（平成28年）2月29日、消防本部兼消防署を神田久志本町から楠部町へ移転した。消防本部兼消防署には伊勢市防災センターが併設され、センターは同年4月1日から業務を開始した。同年12月27日、日本特殊陶業から啓発車両（避難を呼び掛ける車両）と増水体験装置の寄贈を受けた。

## 組織
- 本部 - 総務課・消防課・通信司令課・予防課
- 消防署

## 消防署
| 消防署       | 住所                  | 画像 |
| ------------ | --------------------- | ---- |
| 伊勢市消防署 | 伊勢市楠部町159番地11 |      |
| 分署         | 住所                  | 画像 |
| 西           | 伊勢市常磐1-17-12     |      |
| 御薗         | 伊勢市御薗町長屋2218  |      |
| 小俣         | 伊勢市小俣町元町13    |      |
| 出張所       | 住所                  | 画像 |
| 二見         | 伊勢市二見町茶屋417-1 |      |
| 玉城         | 度会郡玉城町佐田23-1  |      |
| 度会         | 度会郡度会町棚橋1199  |      |